# Pfarrkirche Auerbach (Oberösterreich)

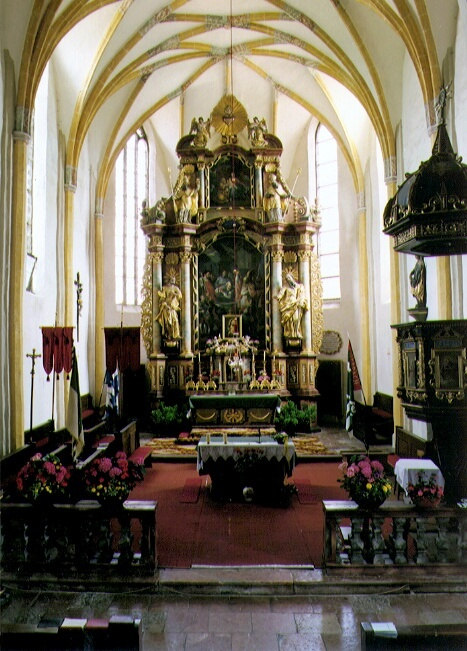
Kath. Pfarrkirche hl. Remigius in Auerbach, vom Langhaus in den Chor

Die Pfarrkirche Auerbach steht im Ort Auerbach in der Gemeinde Auerbach in Oberösterreich. Die römisch-katholische Pfarrkirche hl. Remigius gehört zum Dekanat Mattighofen in der Diözese Linz. Die Kirche und der Friedhof stehen unter Denkmalschutz.

## Geschichte
Eine Kirche wurde 868 urkundlich genannt. Die im Kern spätromanische Kirche wurde als gotische Staffelkirche ausgebaut. Das Langhaus ist von 1382. Der Chor wurde 1410 geweiht.

## Architektur
Das dreischiffige dreijochige Langhaus ist im Mittelschiff sternrippengewölbt, die Rippen wurden 1920 rekonstruiert. Das Südschiff ist kreuzrippengewölbt. Der zweijochige Chor mit einem Fünfachtelschluss ist breiter als das Mittelschiff und hat ein Netzrippengewölbe. Der Westturm wurde in ein Achteck übergeführt und trägt einen Zwiebelhelm. Die Turmhalle ist auf zwei Seiten offen und hat ein Kreuzrippengewölbe. Das spätgotische Süd- und Nordportal sind vermauert.
Spätgotische Wandmalereien Maria im Strahlenkranz, Heilige, Rankenornamente an den Mittelschiffpfeilern und die Bemalung an den Rippen im Chor aus dem Ende des 15. Jahrhunderts wurden 1953 aufgedeckt und restauriert.

## Ausstattung
Der Hochaltar ist aus 1729 und zeigt das Altarbild Taufe des Königs Clodwig durch Remigius aus der Bauzeit, die Signatur des Malers Josef Binninger (1827) wohl eine Restaurierung. Der linke Seitenaltar hl. Maria entstand um 1630 und trägt die Statuen Barbara und Elisabeth – wohl gotisch – stark überschnitzt. Der rechte Seitenaltar hl. Leonhard um 1660/1670 trägt die Statue eines Bischofs gotisch und überschnitzt. Die Kanzel ist aus 1630. Eine Statue hl. Georg um 1510 wurde zu einem hl. Florian im 17. Jahrhundert überschnitzt. Die Kreuzwegbilder sind aus 1753. Der Taufstein ist spätgotisch. Die Figur hl. Kunigunde aus dem dritten Viertel des 15. Jahrhunderts wurde 1956/1957 restauriert. Die Sakristeitür hat gotische Beschläge.
Die einmanualige Orgel mit sieben Registern wurde 1896 von Albert Mauracher aus Salzburg-Mülln erbaut. Es gibt eine Glocke aus 1609.